# Le Secret du corsaire rouge
 (juillet 2025).
Pour plus de détails, voir Fiche technique et Distribution.
Le Secret du corsaire rouge est un film muet français réalisé par Louis Feuillade et sorti en 1911.

## Fiche technique
- Titre : Le Secret du corsaire rouge
- Réalisation : Louis Feuillade
- Scénario : Louis Feuillade
- Photographie : Albert Sorgius
- Société de production : Société des Établissements L. Gaumont
- Pays de production :  France
- Langue : film muet avec les intertitres en français
- Format : Noir et blanc — 35 mm — 1,33:1 — Muet
- Métrage : 260 m
- Genre : Film d'aventure
- Durée : 8 minutes 40
- Date de sortie : 
  - France : janvier 1911
  - Royaume-Uni : 19 février 1911

## Distribution
- Luitz-Morat
- Yvette Andréyor
- Renée Carl